# Seznam norveških sociologov
Seznam norveških sociologov.

## A
- Vilhelm Aubert (1922-1988)

## E
- Thomas Hylland Eriksen (antropolog)

## G
- Johan Galtung

## H
- Tina Luther Handegård

## L
- Camilla Jordheim Larsen

## R
- Terje Rød-Larsen
- Stein Rokkan

## S
- Eilert Sundt (1817-1875)